# Plage de Saleccia
La plage de Saleccia est située en Corse, le long du désert des Agriates, territoire dont l'origine du nom évoque des « terres agricoles fertiles ». 

## Géographie

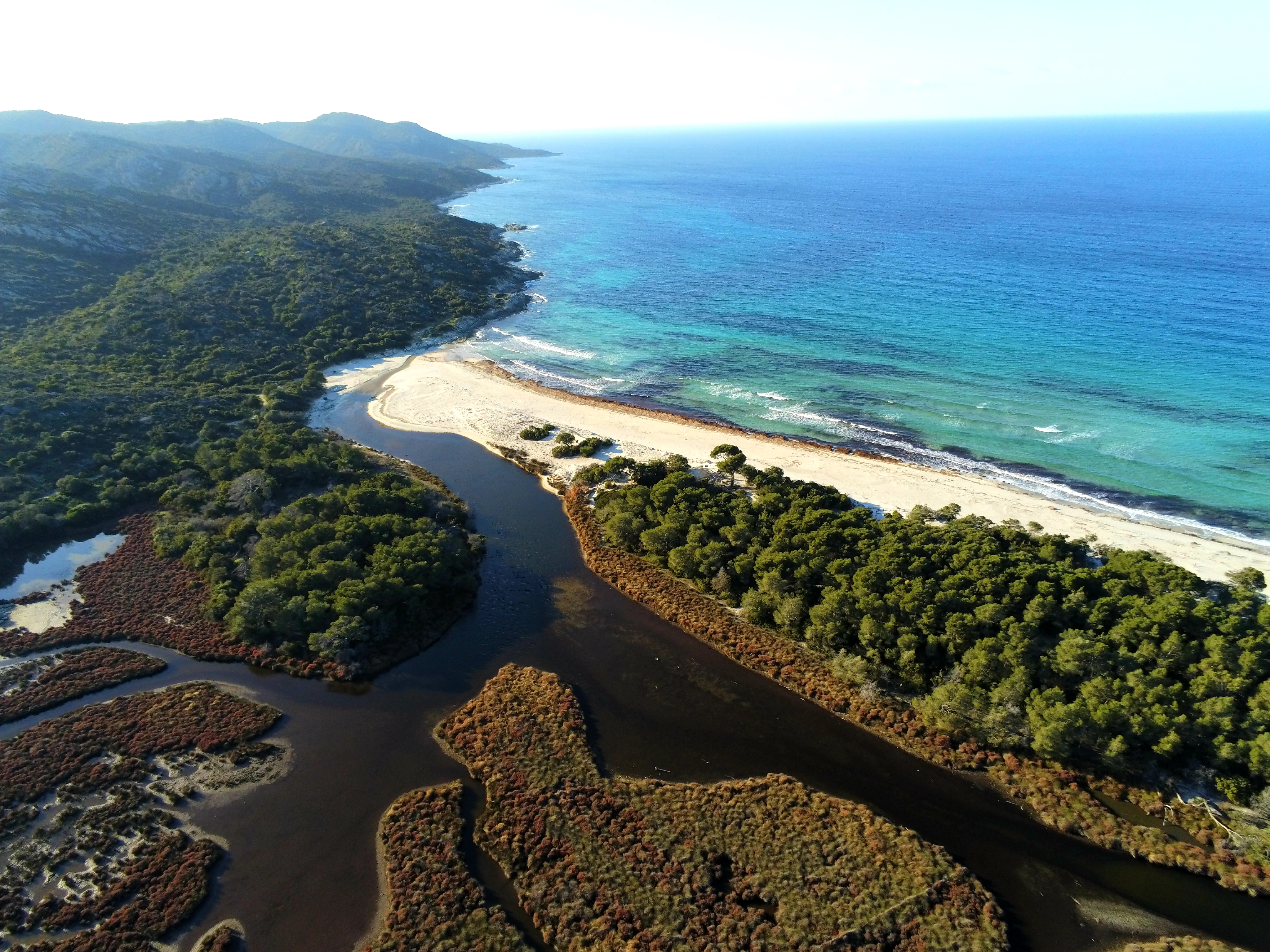
Plage de saleccia dans le desert des agriates

La plage de Saleccia est un long bandeau de sable blanc et fin qui s'étend sur 1 200 m, près de la Punta di Curza.
Des dunes à genévrier la séparent à l'est d'une forêt de pins et à l'ouest du marais de Padulella. Elle est située sur le territoire communal de Santo-Pietro-di-Tenda. À l'extrémité ouest de la plage, se trouve l'embouchure d'un petit fleuve côtier, le Liscu.
L'accès à la plage est difficile : une piste de 12 km permet de l'atteindre à partir du village de Casta sur la D81. La piste défoncée, préserve relativement le site de l’affluence estivale. On peut également atteindre la plage par bateau ou à pied par le sentier du littoral au départ de Saint-Florent.

## Histoire
En juillet et août 1943, le sous-marin Casabianca y livre 13 tonnes d'armes pour la Résistance, réceptionnées par Dominique Vincetti et son groupe.
C'est sur cette plage que sont tournées en 1961 des séquences du film le Jour le plus long représentant le débarquement allié en Normandie. Lors des repérages en 1960, les Américains jugent les côtes normandes trop défigurées par les résidences secondaires pour y tourner les scènes montrant le débarquement proprement dit. La sixième flotte américaine (qui effectue des exercices amphibies en Corse à cette époque) et le bâtiment français de débarquement de chars « Argens » participent au tournage.

## Environnement

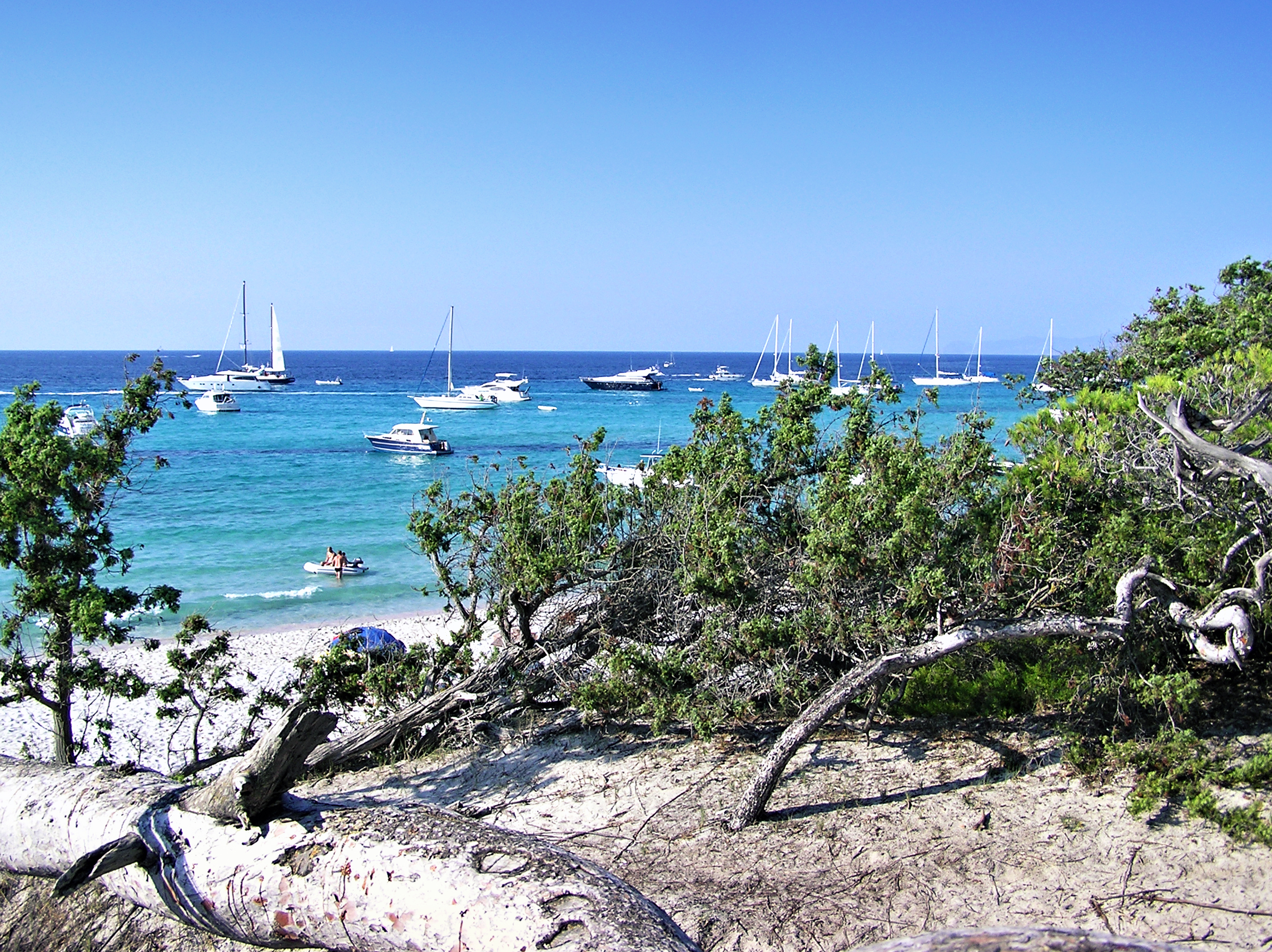
Dunes à genévrier

La plage borde une partie des côtes du Désert des Agriates, espace protégé et géré dans la commune de Santo-Pietro-di-Tenda, propriété du Conservatoire du littoral - Déclaration d'acquisition du 1er janvier 1979.
Il est possible de gagner la plage de Loto, située à l'est, par un sentier de 2,5 km.
À 300 m de la mer, se trouve un camping avec ses services : restauration, bar, épicerie, etc.

## Tourisme
Certains classements considèrent la plage comme l'une des plus belles de l'île.